# Rehoboth Beach
|  | Dieser Artikel wurde aufgrund von inhaltlichen Mängeln auf der Qualitätssicherungsseite des Projektes USA eingetragen. Hilf mit, die Qualität dieses Artikels auf ein akzeptables Niveau zu bringen, und beteilige dich an der Diskussion! Eine nähere Beschreibung der zu behebenden Mängel fehlt. |

Rehoboth Beach (auch Rehoboth) ist ein Strandort an der Atlantikküste im Sussex County im US-Bundesstaat Delaware, Vereinigte Staaten. Die Stadt liegt auf der Delmarva-Halbinsel.
Die Zahl der ständigen Einwohner liegt bei 1.108 (Stand: Volkszählung 2020), im Sommer schwillt diese jedoch an auf über 25.000 im Stadtgebiet und ein Vielfaches davon in der Umgebung. Auch US-Präsident Joe Biden besitzt dort ein Strandhaus.
Der Ort geht zurück auf die Gründung eines christlichen Strandcamps. Die Vereinigung „Rehoboth Beach Camp Meeting Association of the Methodist Episcopal Church“ wurde am 27. Januar 1873 gegründet, um religiöse Sommertreffen zu organisieren. Die Benennung erfolgte nach der benachbarten Rehoboth Bay, die im 17. Jahrhundert von englischen Forschungsreisenden benannt wurde. Der Name ‚Rehoboth‘ taucht an mehreren Stellen in der Bibel auf. 
Angefangen von ersten Holzbauten wuchs der Ort rasch. Nachdem 1878 ein Eisenbahnanschluss erfolgt war, trat der religiöse Aspekt hinter den zahlreicher werdenden Strandurlaubern zurück. Im Jahr 1891 wurde der Ort als Gemeinde gegründet, zunächst mit dem Namen Henlopen City.